# Телтаев, Багдат Бурханбайулы
Багдат Бурханбайулы Телтаев (23.03.1966) — известный учёный в области механики дорожных покрытий, материалов и конструкций, педагог, доктор технических наук, профессор, общественный деятель, академик Национальной инженерной академии РК и Международной академии транспорта, лауреат премии Союза молодежи Казахстана в области науки и техники, почетный дорожник Казахстана и СНГ.

## Биография
Родился 23 марта 1966 года в ауле Жаугаш батыр Меркенского района Жамбылской области.
В 1983 году окончил с отличием среднюю школу в совхозе «Алга» Шуского района Жамбылской области. В 1991 году с отличием окончил дорожный факультет Алматинского автомобильно-дорожного института, получив квалификацию инженера-строителя по специальности «Автомобильные дороги». Защитил кандидатскую (1994 г.) и докторскую (1998 г.) диссертации в Институте механики и машиноведения Национальной академии наук Республики Казахстан, посвященные проблемам прочности нежестких дорожных одежд.

## Трудовая деятельность
- 1991—1996 — стажер-преподаватель, ассистент, старший преподаватель кафедры «Проектирование дорог» Алматинского автомобильно-дорожного института
- 1996—1999 — старший преподаватель, доцент, профессор кафедры «Автомобильные дороги» Казахской академии транспорта и коммуникаций им. М.Тынышпаева
- 1999—2006 — завидущей кафедры «Автомобильные дороги» и «Строительство транспортных сооружений» Казахской академии транспорта и коммуникаций им. М.Тынышпаева
- С января 2006 года президент АО «Казахстанский дорожный научно-исследовательский институт»,Председатель отделения Транспорта и коммуникации НИА РК

## Научная деятельность
Автор более 750 научных трудов, в том числе 7 научных монографий, 10 учебных пособий, 5 терминологических словарей и 18 патентов. Под его руководством защищены 5 докторских и 28 кандидатских диссертаций.
Автор научного открытия «Закономерность самоорганизации при низкотемпературном трещинообразовании в дорожном асфальтобетонном покрытии».
Под его научным руководством разработаны главные нормативные документы дорожной отрасли:
- СНиП «Автомобильные дороги»
- «Проектирование дорожных одежд нежесткого типа»
- СН РК «Проектирование жестких дорожных одежд»
- новая карта дорожно-климатического районирования Казахстана, а также Альбом рациональных конструкций дорожных одежд с учётом климатических условий и категорий автомобильных дорог
- Базовые конструкции дорожных одежд для автомобильных дорог местного значения и др.

Б. Б. Телтаев является главным редактором научно-производственного журнала «Вестник КаздорНИИ», членом редакторских советов международных журналов «Geomechanics and Engineering» (Thomson Reuters), «Наука и техника в дорожной отрасли» (Москва), «Дороги Содружества» (Москва) и журнала «Вестник КазАТК».
Сочинения:
- Вяжущие материалы и модифицированные асфальтобетонные смеси на основе техногенного сырья для дорожного строительства [Текст] : монография / Сулейменов, Ж.Т.; Телтаев, Б.Б.; Сагындыков, А.А.; Суранкулов, Ш.Ж. — Тараз : Таразский государственный университет им. М. Х. Дулати, 2007. — 221 с. — ISBN 9965-37-097-4

## Награды и знания
1. доктор технических наук (1996)
2. профессор (2002)
3. Академик Национальной инженерной академии РК и Международной академии транспорта (2006,1999)
4. Академик Международной академии энергетики им. А. Эйнштейна (2011)
5. Член Международного общества по механике грунтов и геотехническому строительству (ISSMGE, Кембриджский университет, Англия, 2001)
6. Член Американской ассоциации асфальтобетонных технологии (ААРТ, США, 2008)
7. Член Всемирного реологического общества (SoR, Институт физики США, Нью-Йорк, 2012)
8. Лауреат премии Союза молодежи Казахстана в области науки и техники
9. Юбилейная медаль «Қазақстан Республикасының Тәуелсіздігіне 20 жыл» (2011)
10. Юбилейная медаль «100 лет железной дороге Казахстана» (2005)
11. Нагрудный знак им. Ы. Алтынсарина (2006)
12. Международная золотая медаль им. Ш. М. Айталиева (2014)
13. Юбилейная медаль им. И. А. Лихачева (2014)
14. Юбилейная медаль им. Л. Б. Гончарова (2014)
15. Почетное звание «Почетный дорожник СНГ» (2014)
16. Юбилейная медаль «25 лет Независимости Республики Казахстан» (2016)
17. Нагрудный знак «Ғылымды дамытуға сіңірген еңбегі үшін» (2017)